# Taylor County (Kentucky)
Taylor County ist ein County im Bundesstaat Kentucky der Vereinigten Staaten. Das U.S. Census Bureau hat bei der Volkszählung 2020 eine Einwohnerzahl von 26.023 ermittelt.
Der Verwaltungssitz (County Seat) ist Campbellsville, benannt wurde es nach dem Gründer Andrew Campbell. Das County gehört zu den Dry Countys, was bedeutet, dass der Verkauf von Alkohol eingeschränkt oder verboten ist.

## Geographie
Das County liegt etwa auf dem geographischen Zentrum von Kentucky und hat eine Fläche von 718 Quadratkilometern, wovon 19 Quadratkilometer Wasserfläche sind. Es grenzt im Uhrzeigersinn an folgende Countys: Marion County, Casey County, Adair County, Green County und LaRue County.

## Geschichte
Taylor County wurde am 13. Januar 1848 aus Teilen des Green County gebildet. Benannt wurde es nach Präsident Zachary Taylor.
15 Bauwerke und Stätten des Countys sind im National Register of Historic Places eingetragen (Stand 21. Oktober 2017).

## Demografische Daten

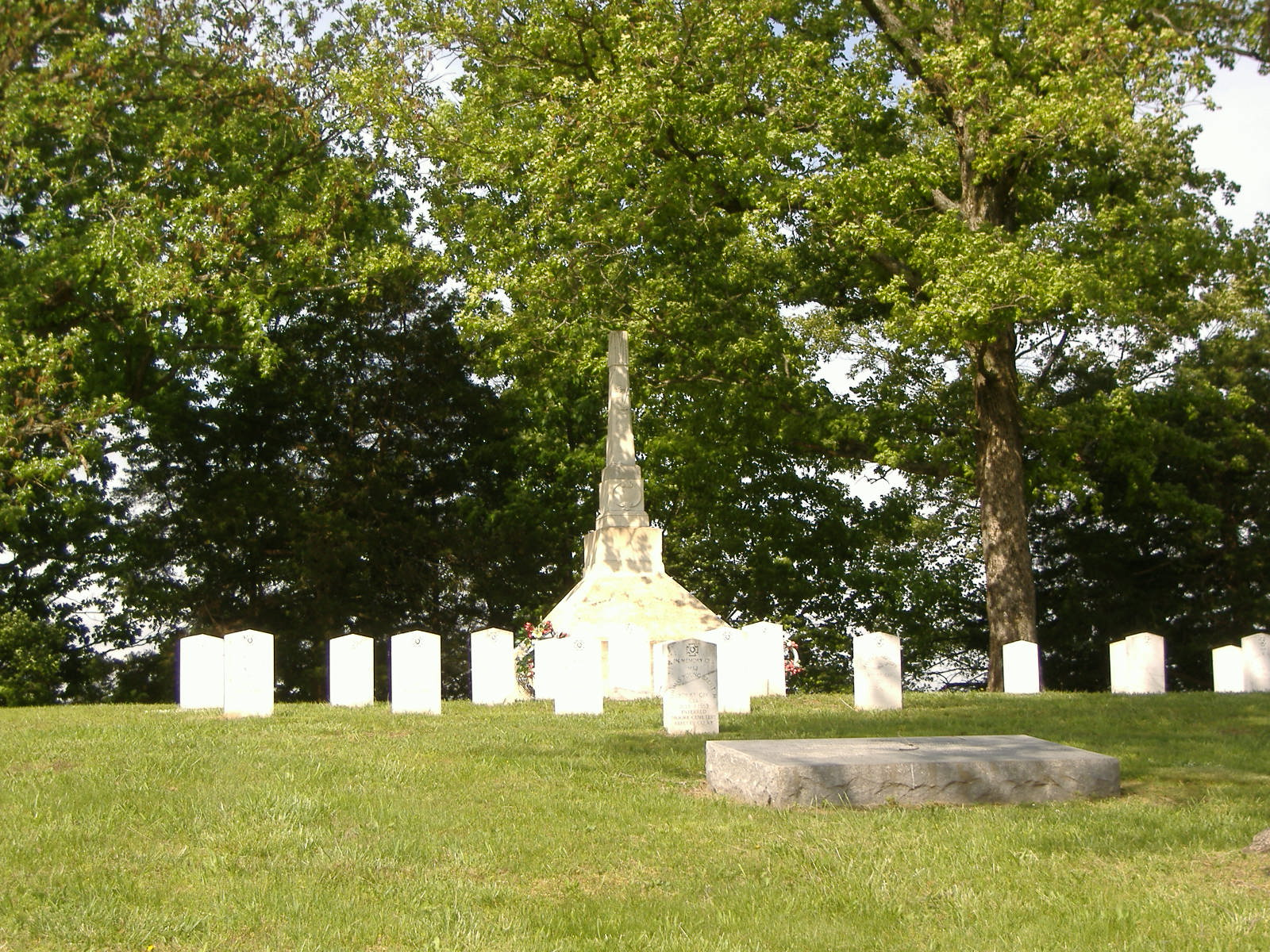
Battle of Tebb's Bend Monument close, gelistet im NRHP

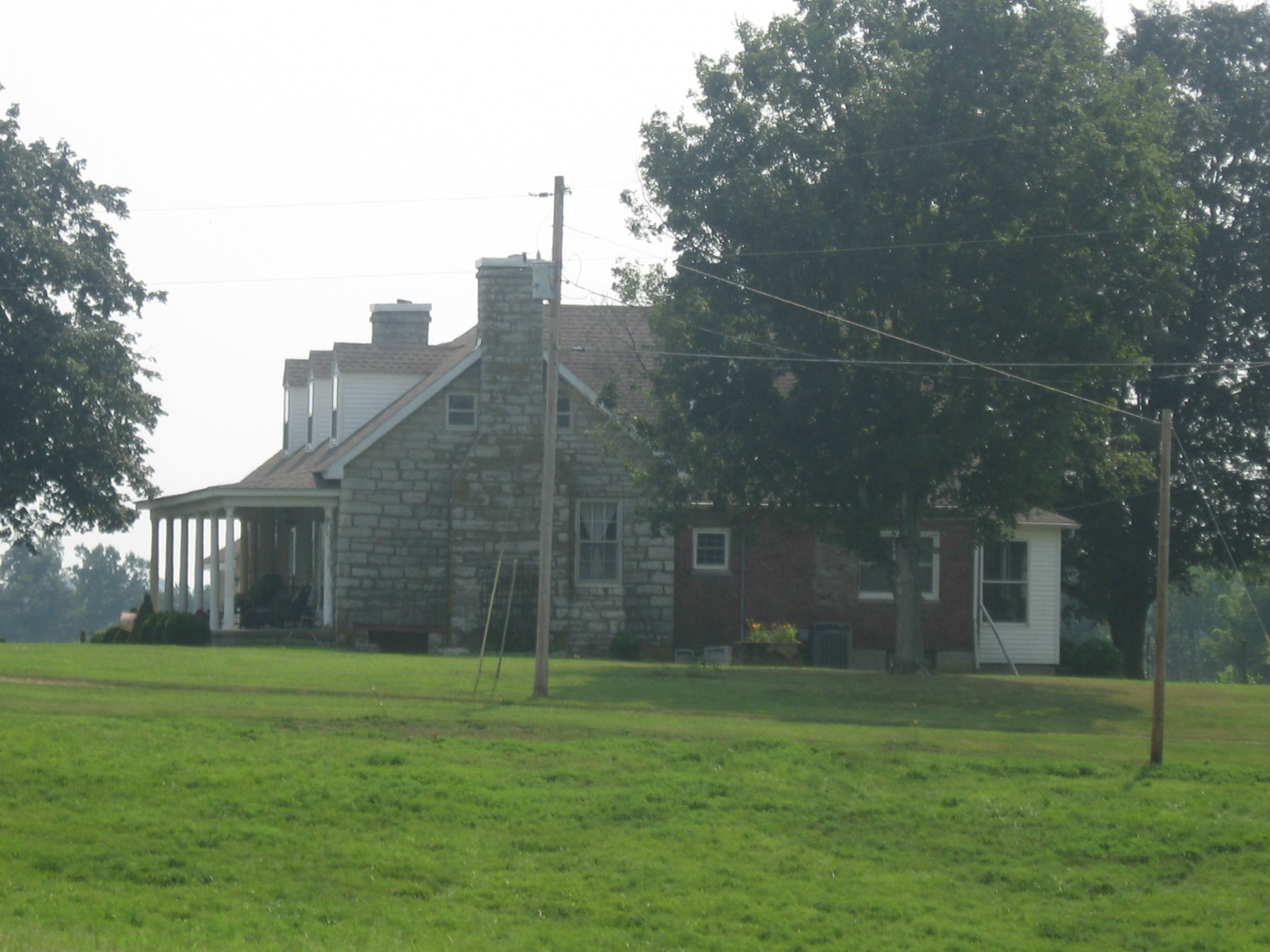
Das John Chandler House, gelistet im NRHP

Nach der Volkszählung im Jahr 2000 lebten im Taylor County 22.927 Menschen in 9.233 Haushalten und 6.555 Familien. Die Bevölkerungsdichte betrug 33 Einwohner pro Quadratkilometer. Ethnisch betrachtet setzte sich die Bevölkerung zusammen aus 93,62 Prozent Weißen, 5,06 Prozent Afroamerikanern, 0,10 Prozent amerikanischen Ureinwohnern, 0,18 Prozent Asiaten, 0,02 Prozent Bewohnern aus dem pazifischen Inselraum und 0,32 Prozent aus anderen ethnischen Gruppen; 0,70 Prozent stammten von zwei oder mehr Ethnien ab. 0,82 Prozent der Bevölkerung waren spanischer oder lateinamerikanischer Abstammung.
Von den 9.233 Haushalten hatten 30,9 Prozent Kinder und Jugendliche unter 18 Jahre, die bei ihnen lebten. 56,4 Prozent waren verheiratete, zusammenlebende Paare, 11,5 Prozent waren allein erziehende Mütter, 29,0 Prozent waren keine Familien, 26,0 Prozent waren Singlehaushalte und in 12,2 Prozent lebten Menschen im Alter von 65 Jahren oder darüber. Die Durchschnittshaushaltsgröße betrug 2,41 und die durchschnittliche Familiengröße lag bei 2,89 Personen.
Auf das gesamte County bezogen setzte sich die Bevölkerung zusammen aus 23,4 Prozent Einwohnern unter 18 Jahren, 10,4 Prozent zwischen 18 und 24 Jahren, 26,9 Prozent zwischen 25 und 44 Jahren, 24,1 Prozent zwischen 45 und 64 Jahren und 15,2 Prozent waren 65 Jahre alt oder darüber. Das Durchschnittsalter betrug 38 Jahre. Auf 100 weibliche Personen kamen 92,7 männliche Personen. Auf 100 Frauen im Alter von 18 Jahren alt oder darüber kamen statistisch 88,7 Männer.
Das jährliche Durchschnittseinkommen eines Haushalts betrug 28.089 USD, das Durchschnittseinkommen der Familien betrug 33.854 USD. Männer hatten ein Durchschnittseinkommen von 26.633 USD, Frauen 20.480 USD. Das Prokopfeinkommen betrug 15.162 USD. 14,2 Prozent der Familien und 17,5 Prozent der Bevölkerung lebten unterhalb der Armutsgrenze. Davon waren 23,7 Prozent Kinder oder Jugendliche unter 18 Jahre und 18,3 Prozent waren Menschen über 65 Jahre.

## Orte im County
- Acton
- Arista
- Atchison
- Badger
- Bengal
- Black Gnat
- Burdick
- Campbellsville
- Durhamtown
- Elk Horn
- Finley
- Hatcher
- Hibernia
- Hobson
- Mac
- Mannsville
- Maple
- Merrimac
- Pitman
- Romine
- Saloma
- South Campbellsville
- Speck
- Spurlington
- Sweeneyville
- White Rose
- Willowtown
- Wooleyville
- Wrights
- Yuma